# Александрова, Юлиана
Юлиана Александрова (род. 21 февраля 1999 года) — болгарская футболистка, выступающая в качестве нападающего за женский клуб национального чемпионата ФК НСА София и женскую сборную Болгарии.

## Карьера
Воспитанница ФК НСА София — самого титулованного женского клуба страны. В основном составе дебютировала в 2015 году в матче против греческого ПАОКа (0:4).
За сборные страны различных возрастов Юлиана выступала с 2014 года. Александрова дебютировала в первой команде в товарищеском матче против сборной Хорватии, проигранной со счётом 0:6 14 июня 2019 года в Софии.